# 卡薩托諾夫海軍元帥號巡防艦
卡薩托諾夫海軍元帥號巡防艦（舷號：461），為俄羅斯海軍戈爾什科夫海軍元帥級巡防艦二號艦，配屬於北方艦隊。

## 艦歷
2009年11月26日在聖彼得堡北方造船廠開工，俄羅斯海軍司令部、聖彼得堡市政府以及許多造船企業和設計局局長的代表出席開工儀式，卡薩托諾夫海軍元帥號原定於2011年下水，並於一年後開始服役。
2014年12月12日下水，2020年7月21日，歷經多年的建造與延宕後正式服役，配屬於俄羅斯海軍北方艦隊。
2020年，舷號由431更改為461。
服役後不久卡薩托諾夫海軍元帥號在巴倫支海進行反潛演習，並於2020年9月29日從白海向一枚位於阿爾漢格爾斯克的地面目標發射了一枚口徑飛彈
。
2021年1月14日，卡薩托諾夫海軍元帥號與Nikolay Chiker號拖船通過直布羅陀海峽進入地中海，1月18日，訪問阿爾及利亞，1月26日訪問賽普勒斯。
2022年俄羅斯入侵烏克蘭期間，在土耳其對俄羅斯軍艦關閉海峽後，卡薩托諾夫海軍元帥號一度被拒絕進入黑海。

### 艦名出處
艦名出自蘇聯時代海軍元帥卡薩托諾夫。

### 歷任艦長
- Крохмаль И. М.（2017—2018）[12]
- Рогатин И. В.（2018—2020）
- Рябоштан А.В.（2020—）

## 資料來源
1. ↑  .   [2021-03-07]. （原始内容存档于2009-12-01）.
2. ↑  . baltinfo.ru. 26 November 2009  [1 March 2020]. （原始内容存档于2020-03-01）.
3. ↑   (新闻稿). Saint Petersburg City Administration. 12 December 2014  [1 March 2020]. （原始内容存档于2020-03-01）.
4. ↑  .   [2021-03-07]. （原始内容存档于2020-07-25）.
5. ↑  .   [2021-03-07]. （原始内容存档于2021-01-20）.
6. ↑  .   [2021-03-28]. （原始内容存档于2021-03-06）.
7. ↑  . tass.com. 20 October 2020  [19 February 2021]. （原始内容存档于2021-03-04）.
8. ↑  .   [2021-03-07]. （原始内容存档于2021-06-25）.
9. ↑  .   [2021-03-07]. （原始内容存档于2021-02-03）.
10. ↑  .   [2021-03-07]. （原始内容存档于2021-01-27）.
11. ↑  . function.mil.ru. 26 January 2021  [27 January 2021].
12. ↑   (PDF).   [2021-03-07]. （原始内容存档 (PDF)于2018-09-21）.

## 外部連結
- Хозяин морей. Репортаж с борта нового фрегата «Адмирал Касатонов» / РИА «Новости» （页面存档备份，存于）（俄文）